# Peter Boon
Peter Boon (Amsterdam, 20 oktober 1967) is een voormalig Nederlands honkballer.
Boon kwam uit voor het Nederlands honkbalteam in 1991 en nam met dit team deel als slagman aan de Europese kampioenschappen waar de tweede plaats werd behaald. Hij speelde jarenlang in het eerste team van de vereniging Amsterdam Pirates uit Amsterdam en daarna voor de Pioniers (honkbal) uit Hoofddorp in de Nederlandse hoofdklasse. Momenteel is hij honkbalcoach voor de laatste vereniging en hittingcoach voor Jong Oranje.